# Beatrix Potter

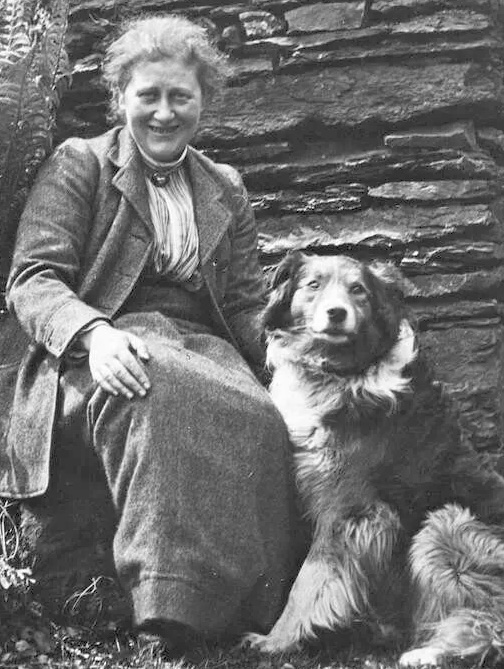
Beatrix Potter mit ihrem Lieblingshund Kep (1913)

Helen Beatrix Potter (* 28. Juli 1866 in London; † 22. Dezember 1943 in Sawrey, Lancashire, England) war eine englische Kinderbuchautorin und -illustratorin. Sie begann 1890, als Illustratorin zu arbeiten. Ihre Kinderbücher waren und sind sehr erfolgreich; Erzählungen wie ihr bekanntestes Werk Die Geschichte von Peter Hase werden bis heute aufgelegt.
Beatrix Potter sah sich lange Zeit gezwungen, das konventionelle Leben einer Frau der oberen englischen Mittelschicht zu führen. Sie wurde ausschließlich von Gouvernanten und Privatlehrern erzogen, lebte bis in ihr drittes Lebensjahrzehnt im Haus ihrer wohlhabenden Eltern und verfügte nur dank ihrer zeichnerischen Arbeiten über eigene finanzielle Mittel. Im Alter von 28 Jahren unternahm sie eine längere Reise, bei der sie erstmals nicht von einem Elternteil oder einer Gouvernante begleitet wurde. Im Alter von 39 Jahren verlobte sie sich gegen den entschiedenen Widerstand ihrer Eltern mit dem Verleger Norman Warne. Dieser starb kurz nach der Verlobung an Leukämie.
Dank des mit ihrer Arbeit erzielten Einkommens konnte sie schließlich ihren Wunsch umsetzen, im Lake District umfangreichen Landbesitz zu erwerben, wo sie sich als erfolgreiche Züchterin von Herdwick-Schafen etablierte. Sie engagierte sich zunehmend für den Erhalt der charakteristischen Eigenschaften dieser Region und vererbte ihren Landbesitz von etwa 16 Quadratkilometern testamentarisch dem National Trust.

## Leben

### Familienhintergrund

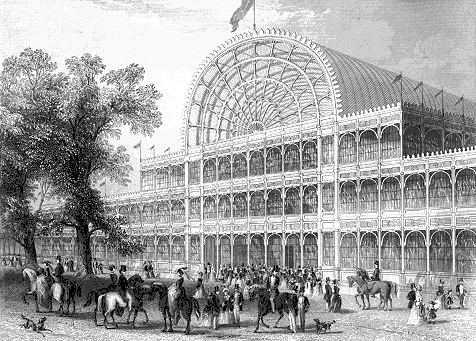
Außenansicht des Crystal Palace, des zentralen Ausstellungsgebäudes während der Großen Londoner Industrieausstellung 1851

Beatrix Potter wurde zwar in London geboren, legte aber in der zweiten Hälfte des Lebens viel Wert darauf, dass ihre Wurzeln im ländlichen Norden Englands lägen. „Mein Bruder & Ich wurden nur in London geboren, weil mein Vater dort Anwalt war“, schrieb sie später einmal. Tatsächlich stammte ihre mütterliche wie ihre väterliche Familie aus der Region um Manchester. Ihr Großvater väterlicherseits, Edmund Potter, hatte dort gemeinsam mit seinem Cousin Charles Potter erfolgreich ein Unternehmen aufgebaut, das bedruckte Baumwollstoffe herstellte. Die Firma ging in Konkurs, als sich der Konsumentengeschmack änderte und eine Steuer bedruckte Baumwollstoffe verteuerte. Edmund Potter gelang es, durch eine verbesserte Technologie ein zweites Unternehmen aufzubauen, das ebenfalls bedruckte Baumwollstoffe herstellte. Seine Innovationen galten als so bemerkenswert, dass sie während der Großen Londoner Industrieausstellung von 1851 gezeigt und Edmund Potter 1856 zum Mitglied der Royal Society gewählt wurde. 1862 war Edmund Potter & Company die weltweit größte Firma, die Baumwollstoffe bedruckte. Im selben Jahr wurde Edmund Potter als Liberaler in das britische Parlament gewählt; die Leitung der Firma wurde von seinem ältesten Sohn übernommen.
Beatrix Potters Großvater auf mütterlicher Seite, John Leech, war ökonomisch nicht weniger erfolgreich und besaß im Umland von Manchester Tuchfabriken. Er starb 1861 und vermachte jeder seiner Töchter die hohe Mitgift von 50.000 Britischen Pfund. Beide Familien einte, dass sie dem Unitarismus anhingen, einer Glaubensrichtung, die sich aus dem Antitrinitarismus der radikalen Reformation entwickelt hatte. Die Familien waren eng miteinander verflochten. Zwei Söhne von Edmund Potter heirateten Töchter von John Leech.
Der 1832 geborene Rupert Potter, Beatrix Potters Vater, war der zweitälteste überlebende Sohn von Edmund Potter. Wie zunehmend für wohlhabende Familien der englischen Oberschicht üblich, studierte er Rechtswissenschaften und wurde 1857 als Anwalt zugelassen. Es gibt sehr wenige Dokumente, die seine Tätigkeit als Anwalt belegen. Vieles deutet jedoch darauf hin, dass er sich auf Eigentumsübertragungen spezialisierte. Die wenigen erhaltenen Belege für seine Anwaltstätigkeit werden gelegentlich so interpretiert, dass er als Anwalt wenig aktiv war. Beatrix Potters Biografin Linda Lear argumentiert dagegen, dass diese Form der Anwaltstätigkeit grundsätzlich wenig Belege hinterlässt, und da Rupert Potter sein Erbe erst 1884 ausgezahlt bekam, kann man sicher davon ausgehen, dass er über längere Zeit in London als Anwalt aktiv war. Unstrittig ist jedoch, dass Rupert Potter ab Beginn der 1890er Jahre ein ausgesprochen wohlhabender Mann war, der den größten Teil seines Einkommens aus Kapitalanlagen bezog.
Am 8. August 1863 heiratete Rupert Potter Helen Leech. Über deren Kindheit und Erziehung ist sehr wenig bekannt. Wenn auch nicht belegbar, ist es angesichts ihres sozialen Hintergrunds am wahrscheinlichsten, dass sie von Gouvernanten erzogen wurde und damit vermutlich nur eine sehr oberflächliche Erziehung genoss. Es gibt eine Reihe von Indizien, dass sowohl Rupert als auch Helen Potter viel an sozialer Akzeptanz gelegen war. Rupert Potter wurde kurz nach seiner Anwaltszulassung Mitglied des angesehenen Reform Clubs, wobei er vermutlich davon profitierte, dass sein Vater ein bekannter liberaler Parlamentarier war. Bereits 1860 wurde er außerdem als Mitglied für den renommierten Athenaeum Club vorgeschlagen und 1874 auch aufgenommen. Als Anhänger des Unitarismus – und auf Grund seines Dialektes unverkennbar Nordengländer – waren seine Aufstiegsmöglichkeiten in der Londoner Gesellschaft jedoch begrenzt. Entsprechend den Gepflogenheiten ihrer Schicht gaben Rupert und Helen Potter in ihrem Londoner Haus jedoch zahlreiche Empfänge und hielten sich außerhalb der Saison auf dem Lande auf.

### Kindheit und Jugend

#### Kindheit

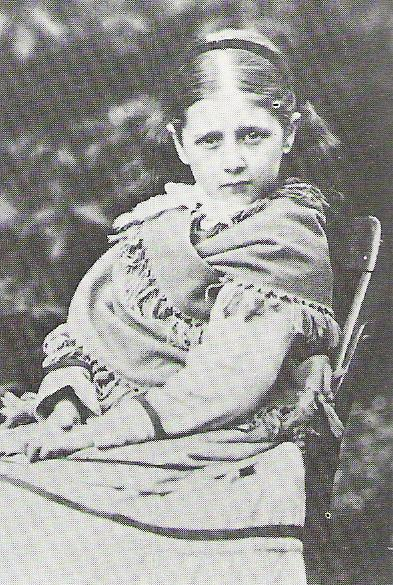
Beatrix Potter vermutlich im Jahre 1874

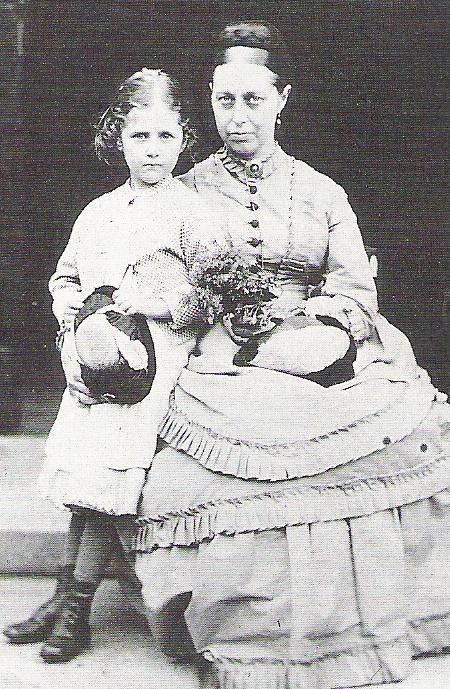
Beatrix Potter und ihre Mutter Helen Leech, ca. 1876

Beatrix Potter wurde im Haus Nr. 2, Bolton Gardens, London–Kensington, geboren. Ihre Eltern waren in diesen noch ländlich geprägten Stadtteil Londons gezogen, als Helen Potter schwanger war. Bolton Gardens war eine relativ neue Siedlung, die Einwohnerschaft bestand ähnlich wie die Potters fast ausschließlich aus Familien der gehobenen Mittelschicht. Die vierstöckigen Häuser wiesen vorne einen kleinen und hinter dem Haus einen großen Garten aus. Zum Haus gehörten auch Stallungen für die Kutschpferde und Wohnraum für den Kutscher. Zum Personal gehörten eine Köchin und eine Haushälterin, Butler, Kutscher und Stallbursche. Als Kindermädchen für Beatrix Potter wurde die schottische Calvinistin Ann Mackenzie eingestellt.
Linda Lear weist darauf hin, dass Beatrix Potters Kindheit häufig als beklemmend, isoliert und eintönig bezeichnet wird. Zutreffend ist, dass gemessen an der Zahl der Freundschaften, die Beatrix Potter während ihrer Kindheit schließen konnte, oder auch nur den Möglichkeiten, gleichaltrige Kinder kennenzulernen, ihre Kindheit einsam und eingeschränkt war. Wie für Mädchen ihres Zeitalters und für ihre soziale Schicht typisch wurde Beatrix Potter ausschließlich zu Hause erzogen. Ihre enge Bindung an ihren Bruder Walter „Bertie“ Bertram, der im März 1872 zur Welt kam, ist sicherlich eine Reaktion auf ihre seltenen Begegnungen mit anderen Kindern. Gleichzeitig war Beatrix Potters Kindheit eine sehr privilegierte. Auf Grund der Interessen ihrer Familie hatte sie in ungewöhnlich hohem Maß Zugang zu Kunst, Literatur und Wissenschaft und war für ihre Zeit weit gereist. Viel Zeit ihrer Kindheit verbrachte sie auf Camfield Place, dem großzügigen Landsitz ihrer väterlichen Großeltern. Die Potters verbrachten außerdem von 1871 bis 1881 lange Sommermonate im vom Vater angemieteten Dalguise House in Perthshire, Schottland, wo auch zahlreiche Freunde der Eltern zu Gast waren. Zu diesen zählte William Gaskell, der Vater der Schriftstellerin Elizabeth Gaskell, und der bekannte Maler John Everett Millais und seine Frau Effie Gray.
Im Alter von etwa sechs Jahren wurde die Erziehung von Beatrix Potter der Gouvernante Florrie Hammond anvertraut, zu der Potter eine enge Bindung entwickelte. Hammond blieb im Haushalt der Potters bis 1883, als Beatrix fast 17 Jahre alt war und Bertram auf ein Internat geschickt wurde. Neben Lesen, Schreiben, Rechnen erhielt Beatrix Potter auch Unterricht in Latein und wurde von zusätzlich engagierten Lehrern in Französisch unterrichtet. Beatrix Potters Begeisterung – und ihre Begabung – für das Zeichnen war früh erkennbar und wurde von beiden Elternteilen ermutigt. Ihr frühestes Skizzenbuch, welches Dalguise 1875 betitelt ist, zeigt sorgfältige Aquarellstudien von Schmetterlingsraupen. Jede Seite ist in zwei Spalten unterteilt. Die eine beschreibt das Erscheinungsbild, in der zweiten waren Beobachtungen ihrer Gewohnheiten aufgeschrieben. Daneben wurde Beatrix Potter und ihrem Bruder erlaubt, eine ungewöhnlich große Menagerie an Haustieren zu halten. Sie hatten unter anderem Hunde, hielten Mäuse, Frösche, Eidechsen und Molche sowie Kaninchen. Bertram pflegte auch Fledermäuse, einen Turmfalken sowie einen Häher. Die meisten dieser Tiere wurden von Beatrix Potter auch gezeichnet. Wegen ihres offensichtlichen Talentes empfahl ihre Gouvernante den Eltern 1878, einen zusätzlichen Zeichenlehrer zu engagieren, und Beatrix erhielt über die nächsten fünf Jahre Zeichen- und Malunterricht bei einer Miss Cameron. Gelegentlich begleitete Beatrix ihren Vater auch bei den Besuchen im Studio seines Freundes Millais. Millais ermutigte sie in ihren Zeichenversuchen. Wie sie in ihrem Tagebuch 1884 festhielt, kommentierte er ihre Arbeiten mit den Worten „Viele Menschen können zeichnen, aber du und mein Sohn John, ihr  beobachtet.“ Ihr Vater, der ein begeisterter Fotograf war, brachte ihr darüber hinaus das Fotografieren bei.
Gegen Ende ihrer Zeit mit ihrer Zeichenlehrerin Cameron suchte Rupert Potter Rat im Freundeskreis, wie er das Talent seiner begabten Tochter weiter fördern könnte. Rat gab unter anderem Lady Elizabeth Eastlake, eine bekannte Kunstkritikerin und Witwe des Direktors der National Gallery. Beatrix Potter erhielt daraufhin im Jahr 1883 Unterricht in Ölmalerei bei einer bislang nicht identifizierten Künstlerin. Der Unterricht war teuer und bereits nach ihrer dritten Unterrichtsstunde hielt sie in ihrem Tagebuch fest, dass sie den Unterricht nicht schätzte. Sie hatte vor allem die Sorge, dass die Arbeit mit Ölfarben ihrer sehr weit entwickelten Aquarelltechnik schaden konnte. Ihre Eltern nahmen sie zu Besuchen in Galerien und Kunstausstellungen mit. William Turner zählte zu den Malern, die sie nachhaltig beeindruckten. Auch eine Kunstausstellung mit alten Meistern, darunter Joshua Reynolds, Thomas Gainsborough und Anthonis van Dyck, beeindruckte sie nachhaltig.
Als Florrie Hammond im Frühjahr 1883 ihre Stelle als Gouvernante aufgab, wäre es nach den Konventionen jener Zeit akzeptabel gewesen, keine weitere Gouvernante für Potter einzustellen. Das war sicherlich die Hoffnung von Potter, die in ihrem Tagebuch festhielt, dass sie längst nichts anderes mehr wünschte, als sich ausschließlich auf ihre Malerei zu konzentrieren. Ohne Rücksprache mit ihrer Tochter engagierte Hellen Leech jedoch Annie Carter als Gouvernante und Begleitperson für Potter. Die Entscheidung führte zu erheblichen Spannungen mit ihrer Tochter. Tatsächlich entwickelte sich zwischen Potter und Annie Carter jedoch bald ein gutes Verhältnis. Carter war lediglich drei Jahre älter als Potter, hatte aber ein deutlich weniger behütetes Leben als diese geführt und unter anderem in Deutschland gelebt. Sie unterrichtete Potter in Deutsch und Latein, wobei Potter vor allem für letztere Sprache eine Vorliebe entwickelte.

#### Sommeraufenthalte im Lake Distrikt

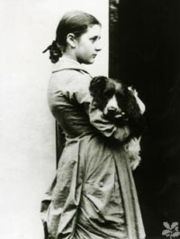
Beatrix Potter im Alter von ca. 15 Jahren

Rupert Potter entschied im Frühjahr 1882, die Sommeraufenthalte in Dalguise nicht länger fortzusetzen. Er mietete stattdessen für die Sommermonate Wray Castle an der nördlichsten Spitze von Lancashire. Dort lernten die Potters den zu diesem Zeitpunkt 26 Jahre alten örtlichen Pfarrvikar Hardwicke Drummond Rawnsley kennen. Rawnsley, der zunächst als Armenpfarrer in Bristol gearbeitet hatte, war hierher versetzt worden, nachdem die Pfarrstelle vakant geworden war, und er war von der Landschaft des Lake Distrikts tief beeindruckt. Rawnsley war sehr belesen und am Balliol College Student des einflussreichen Kunstkritikers John Ruskin gewesen. Nach seinem Studium hatte er mit der Sozialreformerin Octavia Hill in den Slums Londons gearbeitet. Diese Arbeitserfahrung hatte bei ihm zur festen Überzeugung geführt, dass offene, weite Landschaften, Parks und saubere Luft zu den Grundrechten auch der ärmsten urbanen Bevölkerung gehörten. Er entwickelte eine besondere Bindung an die Landschaft des Lake Distrikt. 1895 gründete er den National Trust mit, um so mitzuhelfen, diese Landschaft zu schützen.
Rupert Potter zeigte sich von dem jungen Pfarrer angetan, der – wie er – leidenschaftlich fotografierte. Rawnsley, der gerade erst von einem Sabbatical in Ägypten, dem Sinai und Palästina zurückgekehrt war, hatte bereits zwei Bücher veröffentlicht, arbeitete gerade an einem Inventar der Ausgrabungen einer römischen Villa und hatte die erste seiner Schriften über die Kultur des Lake Distrikts geschrieben. Auch zwischen Beatrix Potter und dem Pfarrer entwickelte sich ein besonderes Verhältnis. Er gehörte zu den Personen, die ihr besonderes künstlerisches Talent schnell erkannten, und er nahm sich die Zeit, mit ihr über die Naturgeschichte, die Geologie und Archäologie des Lake Distrikts regelmäßig zu dialogisieren. Die tiefe Zuneigung zu diesem Landschaftsteil Großbritanniens und seinen Bewohnern, welche Beatrix Potters erwachsenes Leben prägte, ist weitgehend von der Begegnung mit Hardwicke Rawnsley geprägt.

### Frühes Erwachsenenleben
Im Viktorianischen Zeitalter galt die Ausbildung junger Frauen als abgeschlossen, wenn sie ein Alter von 17 oder 18 Jahren erreichten. Angehörige der wohlhabenderen Bevölkerungsschichten wurden dann entweder am Hofe vorgestellt oder in anderer Form in die Gesellschaft eingeführt. Dem folgte eine Lebensphase, die in vermögenden Familie von viel Müßiggang, der Wahrnehmung repräsentativer Pflichten und ausgedehnten Verwandtenbesuchen gekennzeichnet war, bis sie selbst heirateten. Beatrix Potters Leben als junge Frau weist alle diese Merkmale auf. Ihren Eintritt in das Erwachsenenleben markierte eine große Feier anlässlich ihres 19. Geburtstags. Es war die erste Geburtstagsfeier seit zehn Jahren und Potter hielt in ihrem Tagebuch fest, dass sie hoffe, dass diese für die nächsten zehn Jahre reiche. Es waren mehr als 100 Gäste eingeladen und selbst nach Potters Einschätzung war die Feier ein Erfolg: „Ich hatte Spaß, und anders als ich und meine Eltern es erwartet haben, habe ich mich auch noch gut benommen.“ Wenig später beendete Annie Carter ihre Aufgabe als Gouvernante von Beatrix Potter. Sie verließ das Haus der Potters, um wenig später einen Ingenieur zu heiraten. Beatrix blieb mit ihr in Kontakt, auch als diese ihre ersten Kinder zur Welt brachte. Anlässlich der Beendigung ihrer Aufgabe notierte Potter in ihr Tagebuch:

„Ich habe meine letzte Gouvernante im Großen und Ganzen von allen am meisten gemocht – Miss Carter hatte ihre Fehler und war eine der jüngsten Personen, die ich je gesehen habe, aber sie war gutmütig und intelligent. … Die Regeln der Geographie und der Grammatik sind lästig, aber es gibt kein Wort, mit dem ich die Gefühle ausdrücken könnte, die ich immer für Arithmetik gehegt habe.“

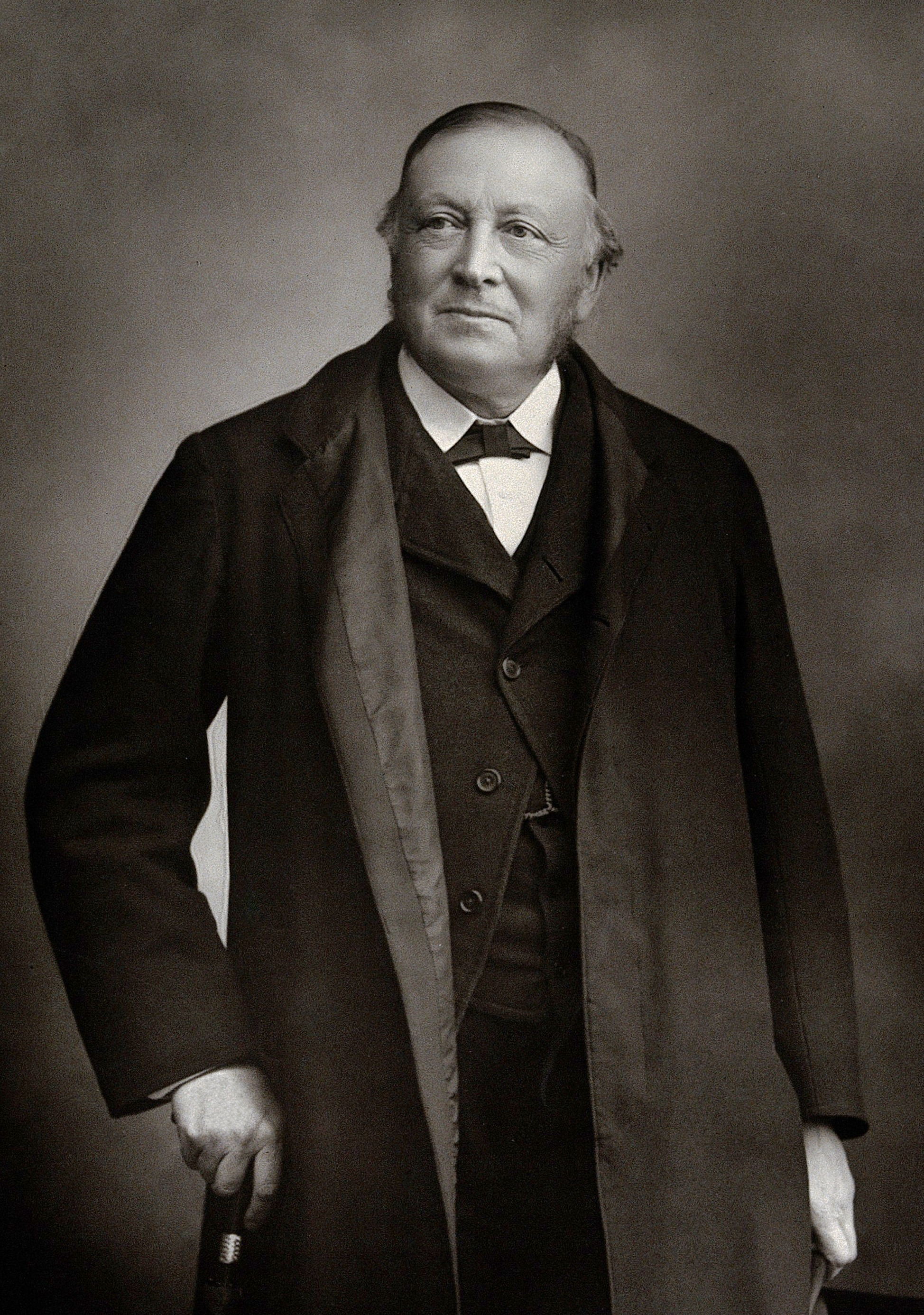
Henry Enfield Roscoe, Onkel von Beatrix Potter

Beatrix Potters frühes Erwachsenenleben war auch davon geprägt, dass ihr Bruder meistens abwesend war – weil er zunächst auf ein Internat geschickt wurde, dann Kontinentaleuropa bereiste und schließlich studierte. Tagebucheinträge wie die zu Ende des Jahres 1895 deuten darauf hin, dass dies für Beatrix Potter mit fast unerträglicher Langeweile einherging. Parallel dazu wurde die soziale Position ihrer Familie durch die Erfolge anderer Familienmitglieder des weitläufigen Potter–Clans marginalisiert. Ihr Onkel Henry Enfield Roscoe wurde nicht nur geadelt, sondern gewann als Mitglied der Liberalen einen Parlamentssitz. Rupert Potters jüngere Schwester Lucy wurde von der Photographic Society of London ausgezeichnet und eine ihrer Fotografien erschien sogar in einer US-amerikanischen Publikation. Sie war damit deutlich erfolgreicher als ihr Bruder, welcher gleichfalls sehr ambitioniert fotografierte. Gleichzeitig kränkelte Beatrix Potter. Sie litt an einer ständigen Erschöpfung, die häufig von erhöhter Körpertemperatur begleitet war. Obwohl die Krankheit nie diagnostiziert wurde, hält Potters Biografin Lear es für wahrscheinlich, dass sie an einem rheumatischen Fieber litt. Die Konvention der damaligen Zeit gab Beatrix Potter wenig Möglichkeiten, ihr Leben selbst zu gestalten. Finanziell war sie vollständig von den Eltern abhängig und erst 1894 – im Alter von 28 Jahren – unternahm Potter erstmals eine längere Reise ohne Begleitung eines Elternteils. Auch diese Reise wäre beinahe am Verbot der Mutter gescheitert, welche davon überzeugt war, dass ihre Tochter physisch nicht in der Lage sei, eine Bahnfahrt allein zu unternehmen.

#### Beengtes Leben und begrenzter Heiratsmarkt
Das sehr beengte Leben, welches Beatrix Potter führte, war zwar nicht völlig untypisch für junge, unverheiratete Frauen ihrer Schicht. Erschwerend kam aber hinzu, dass es immer wieder zu Konflikten mit ihrer Mutter kam, welche in nicht vorhersehbarer Weise auch kleinere Freiheiten ihrer Tochter beschränkte – indem sie dieser beispielsweise die Nutzung der Kutsche nicht gestattete oder den längeren Besuch von Cousinen mit dem Vorwand unterband, die Gästeschlafzimmer seien in keinem guten Zustand. In ihren Tagebüchern des Jahres 1894 bezeichnete Potter ihre Mutter als „the enemy“ – den Feind. Potters Schlaflosigkeit und ihre immer wieder auftretenden Anfälle von Depressionen sind nach Lears Ansicht auch eine Folge dieser steten Konflikte.
Beatrix Potter war gegenüber unbekannten Personen oder in Gesellschaften schüchtern und zurückhaltend. Die Versuche ihres Vaters, ihr in Frage kommende Heiratskandidaten vorzustellen, stießen bei ihr auf wenig Wertschätzung. Es war außerdem schwierig, geeignete Heiratskandidaten auszumachen: Der soziale Kreis, in dem sich die Potters in London bewegten, begrenzte sich überwiegend auf die kleine Anzahl von Familien, welche – wie die Potter-Familie – zu den Unitariern gehörte. Beatrix’ Mutter Helen hatte außerdem besonders hohe Ansprüche an einen geeigneten Heiratskandidaten für ihre Tochter, welche eine ansehnliche Mitgift zu erwarten hatte: Es sollte jemand mit einem angesehenen Familiennamen sein, der entweder Landbesitz bereits ererbt oder Aussicht hatte, diesen zu erwerben. Potters Biografin geht davon aus, dass sie sich bewusst war, wie begrenzt ihre Chancen auf eine von den Eltern gebilligte Heirat war und dass dies ein wesentlicher Antrieb war, auf künstlerischem Gebiet nach Erfolg zu suchen.

#### Erste Erfolge als Zeichnerin von Grußkarten

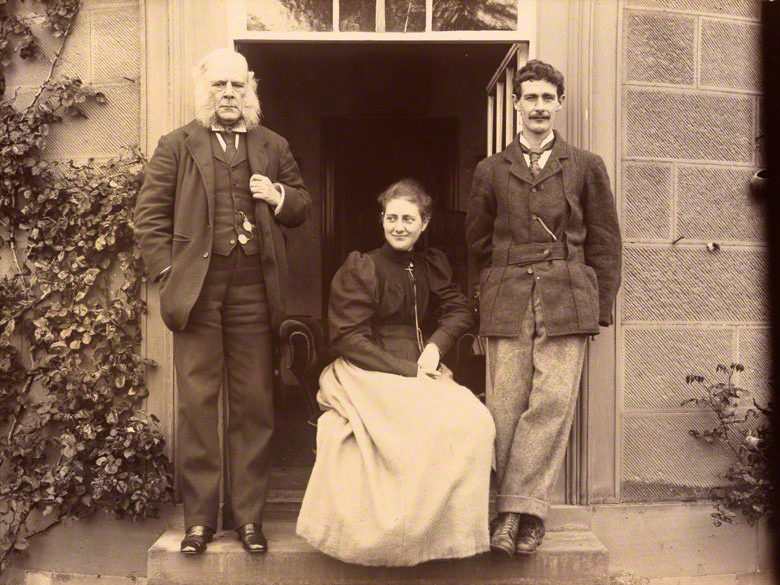
Beatrix Potter im Jahre 1894 mit ihrem Vater Rupert und ihrem Bruder Bertie

Henry Enfield Roscoe, welcher – seit seiner Wahl ins britische Parlament – häufiger im Hause der Potters verkehrte, gab den Anstoß, einen Verkauf von Beatrix Potters Karten zu versuchen. Ostern 1890 hatte Beatrix Potter ein Set von sechs Grußkarten gezeichnet, die sie an fünf Verleger versendete – erhielt diese jedoch umgehend wieder zurück. Bertie Potter, der zu dem Zeitpunkt wieder bei seinen Eltern lebte, um sich auf das Aufnahmeexamen für Oxford vorzubereiten, brachte die sechs Karten daraufhin persönlich zum Grußkartenverlag Hildesheimer & Faulkner. Bereits am folgenden Tag erhielt Beatrix Potter von dieser Firma einen Scheck über sechs Pfund und die Bitte an den „Gentleman Artist“, weitere Skizzen vorzulegen. Die Zeichnungen erschienen Weihnachten 1890 als Grußkarten und als Illustrationen eines Gedichtbandes A Happy Pair von Frederic E. Weatherly.
Roscoe begleitete seine Nichte auch zu ihrem ersten Geschäftstreffen mit ihrem Verleger: Nach Potters Tagebucheinträgen überließ ihr Onkel ihr weitgehend die Verhandlung. Potter wollte in diesem Treffen vor allem herausfinden, an welchen Motiven ihr Verleger interessiert war. Sie hielt später kritisch fest, dass er mehr Interesse an humoristischen Zeichnungen als an der Kunstfertigkeit der Ausführung gezeigt habe. Faulkner war es gleichzeitig aber auch, der ihr gegenüber erstmals die Idee äußerte, zeichnerisch eine Geschichte für Kinder zu erzählen und diese als Buch zu vermarkten. Die Geschäftsbeziehungen zu Hildesheimer & Faulkner hinderten Potter jedoch nicht daran, auch zu anderen Verlegern Kontakt aufzunehmen.

#### Naturkundliche Arbeiten
Das Interesse an naturkundlichen Themen war im Viktorianischen Zeitalter weit verbreitet. Seit Mitte des 19. Jahrhunderts waren Aquarien populär geworden. Zahlreiche Frauen der Schichten, die soziale Konventionen zu Müßiggang verpflichteten, widmeten sich dem Studium von Insekten, Muscheln, Farnen, Fossilien und Pilzen. Nach Einschätzung ihrer Biografin Lear war auch bei Beatrix Potter zunächst die Flucht aus der Langeweile ihres Lebens das Motiv, sich damit auseinandersetzen. Die Kombination aus ihrer Beobachtungsgabe und ihrem künstlerischen Talent ermöglichte es ihr, auf diesem Gebiet erfolgreicher zu sein als die meisten ihrer Zeitgenossen, die das gleiche Hobby verfolgten. Bei ihren Eltern fand sie durchaus Unterstützung, und ihr Bruder überließ ihr sein Mikroskop. Die ältesten Aquarelle, welche ein Beleg für dieses Hobby sind, entstanden gegen Ende der 1880er Jahre und zeigen Pilze – Herbst-Lorchel, Semmel-Stoppelpilz, Echter Pfifferling, Violetter Rötelritterling und Gemeiner Waldfreund-Rübling. Ihr Wissen war so detailliert, dass sie 1893 während eines Schottlandaufenthalts auch in der Lage war, den in Schottland äußerst seltenen Gemeinen Strubbelkopfröhrling zu identifizieren und in drei Zeichnungen festzuhalten. Das Vorkommen dieser Pilzart war erst 1889 überhaupt für Schottland belegt worden. Mit ähnlichem Enthusiasmus zeichnete Potter Fossilien oder auffällige geologische Formationen. Sie fand für ihre Arbeit auch professionelle Würdigung: Gegen Ende des Jahres 1895 wurde sie von der Leiterin des „Morley Memorial College for Working Men and Women“ gebeten, zwölf entomologische Lithografien anzufertigen, die für eine Vorlesungsreihe genutzt werden sollten.
Mit Hilfe ihres Onkels Roscoe gelang es ihr, eine Studienkarte für das Herbarium des Royal Botanic Gardens in Kew zu erhalten. Dies gab ihr die Möglichkeit, sich mit George Edward Massee auszutauschen, einem Botaniker, der sich auf Pilze spezialisiert hatte. Unter dem Einfluss von Massee – welcher ihren Versuchen allerdings skeptisch gegenüberstand – verfasste sie eine Arbeit über Keimung von Sporen. Diese wurde 1897 von ihrem Onkel Sir Henry Enfield Roscoe der Linnean Society of London präsentiert, da Frauen zu den Versammlungen nicht zugelassen waren; 1997 veröffentlichte die Gesellschaft diesbezüglich eine Entschuldigung.
Darüber hinaus erkannte sie als eine der Ersten, dass Flechten ein symbiotisches System zwischen Algen und Pilzen sind. Da Zeichnungen damals die einzige Möglichkeit waren, mikroskopische Beobachtungen festzuhalten, fertigte sie zahlreiche Zeichnungen von Algen und Pilzen an und war weit herum als Pilzexpertin anerkannt. Potters ca. 270 detailgetreue Abbildungen in Wasserfarbe wurden 1901 fertiggestellt und befinden sich in der Armitt Library in Ambleside. Sie gelten als so detailgetreu, dass sie noch heute für die Identifikation von Pilzen herangezogen werden.

### Kinderbuchautorin

#### Anfänge
Während der 1890er Jahre konzentrierte sich Potter auf naturkundliche Illustrationen; ihre ersten Kinderbücher wurden erst zu Beginn des 20. Jahrhunderts publiziert. Die Anfänge dieser Arbeiten gehen jedoch auf die frühen 1890er Jahre zurück. Potter schrieb Bilderbriefe an Kinder ihres weiteren Familienkreises sowie an die Kinder ihrer ehemaligen Gouvernante. Sie übte damit unbewusst, eine Verbindung zwischen Text und bildlicher Umsetzung zu erlernen, die Kinder faszinieren kann. Meist griff sie dabei kurze Momente auf, welche sie beobachtet hatte: Eine Katze, die zwei Fische zu erhaschen suchte; ein Esel, dessen Augen mit einer Schürze verbunden werden, damit man ihn auf eine Fähre führen kann; die tanzenden Hunde eines Zirkusses. Ein Brief an ein an Mumps erkranktes Kind, in dem sie erläutert, dass sie es wegen der Ansteckungsgefahr nicht besuchen kann, ist von der Zeichnung einer davonlaufenden Frau begleitet, welche von einer kleinen Gruppe von „Mumpsen“ – grotesken Figuren mit kurzen Beinen und geschwollenen Köpfen – verfolgt wird. Am 4. September 1893 taucht in einem Brief, den die 27-jährige Beatrix Potter an den fünfjährigen Noel Moore – Sohn ihrer ehemaligen Gouvernante – schrieb, erstmals die Figur des Peter Hase (im engl. „Peter Rabbit“) auf: „Ich weiß nicht, was ich schreiben soll – und so werde ich dir die Geschichte von vier kleinen Kaninchen erzählen.“ Held der Geschichte war Potters eigenes Kaninchen Peter. Bereits am nächsten Tag folgte ein weiterer Brief Potters an Noel Moore, in dem sie ihm die Geschichte des Frosches Jeremias Quaddel erzählte. Sowohl Peter Hase als auch der Frosch Jeremias Quaddel (im engl. „Jeremy Fisher“) sind Figuren, welche in den späteren Kinderbüchern Potters eine große Rolle spielen.

#### Die Geschichte von Peter Hase
Ihre frühere Gouvernante Annie Moore regte zu Beginn des Jahres 1900 an, die Bilderbriefe, welche die Moore-Kinder über die Jahre von Potter erhalten hatte, in ein Kinderbuch zu verarbeiten. Alle ihre Briefe waren aufbewahrt worden und wurden an Beatrix Potter ausgeliehen, so dass sie sich von ihnen zu einer geeigneten Geschichte inspirieren lassen konnte. Sie entschied sich für die Geschichte von Peter Hase. Die im Brief von 1892 erzählte Geschichte war allerdings zu kurz, so dass sie die Handlung erweitern und um weitere Zeichnungen ergänzen musste. Die sechs Verlage, denen sie Ansichtsexemplare zusendete, lehnten alle ab. Einige wollten mehr farbige Illustrationen, andere wünschten sich einen Text in Gedichtform. Potter hatte aber präzise Vorstellungen, welche Form „ihr“ Kinderbuch haben sollte und wie hoch der Preis sein sollte, zu dem es in den Verkauf kommen sollte. Sie entschied sich, Die Geschichte von Peter Hase zunächst auf eigene Rechnung drucken zu lassen. Am 16. Dezember 1901 erschien das Buch erstmals in einer Auflage von 250 Exemplaren, von denen die Autorin die meisten verschenkte.
Der Verlag Frederick Warne & Company gehörte zu denen, die zunächst ablehnend auf Potters Ansichtsexemplare reagiert hatten, entschied sich dann aber um. Im Verlagsprogramm fehlte es an Werken, welche auf dem kommerziell zunehmend interessant werdenden Kinderbuchmarkt konkurrieren konnten. Die Verhandlungen mit Beatrix Potter waren zäh – ihr lag daran, dass das Buch möglichst preisgünstig auf den Markt kam, weshalb sie hinnahm, für die zunächst angedachten 5000 Exemplare nur ein Honorar von 20 Britischen Pfund zu erhalten. Wichtiger war ihr das Copyright an späteren Auflagen – sollte Frederick Warne & Company das Buch nicht noch einmal auflegen, wollte sie die Rechte an einen anderen Verlag verkaufen können. Die Verhandlungen wurden dadurch erschwert, dass Potter im Jahre 1902 als unverheiratete Frau trotz ihrer 35 Jahre nur beschränkt geschäftsfähig war. Ohne Zustimmung ihres Vaters konnte sie keinen Vertrag unterzeichnen. Es ist nicht sicher belegt, dass Rupert Potter seine Tochter in das Büro des Verlages begleitete, um die finale Vertragsversion zu überprüfen. Es ist aber ein Brief von Beatrix Potter an ihren Verlag erhalten, in dem sie sich im Vorfeld dafür entschuldigt, dass ihr Vater gelegentlich schwierig sei.
Am 2. Oktober 1902 erschien dann endlich Die Geschichte von Peter Hase. Der Verlag hatte die Zahl der ersten Auflage von 5000 auf 8000 Exemplare erhöht, die aber bereits verkauft waren, noch bevor das Buch im Handel erhältlich war. Zum Ende des Jahres waren bereits mehr als 28.000 Exemplare gedruckt worden, und ein Jahr nach Erstveröffentlichung betrug die Zahl der verkauften Peter-Hase-Bücher 56.470 Exemplare. Frederick Warne & Company hatte den Fehler begangen, sich nicht das Copyright in den Vereinigten Staaten zu sichern. Raubdrucke erschienen dort schon im Jahr 1903, während der Verlag die Zusammenarbeit mit Beatrix Potter fortsetzte und Die Geschichte von Eichhörnchen Nusper (engl. Originaltitel: The Tale of Squirrel Nutkin) herausbrachte.
Ihre kleinformatigen Bücher (ca. 10 × 14 cm) verkauften sich gut. 23 Bände wurden veröffentlicht, alle im selben kleinen Format, damit auch Kinderhände sie halten konnten. Beatrix Potter schrieb bis ca. 1920, als ihre Augen schwächer wurden. Potters letztes Buch, The Tale of Little Pig Robinson, erschien 1930.

#### Norman Warne

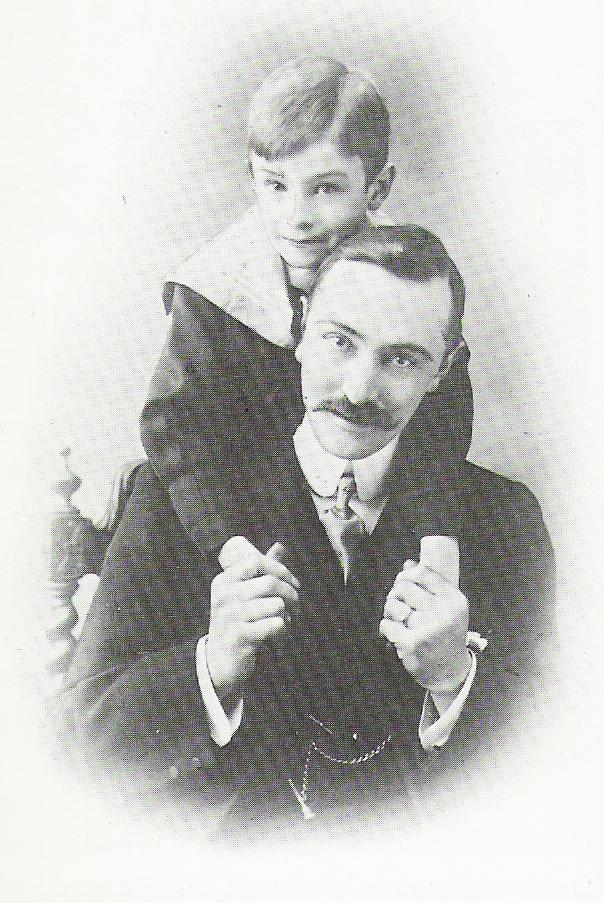
Norman Warne mit seinem Neffen Fred, um 1900

Der Verlag Frederick Warne & Company war ein Familienbetrieb, der nach dem Tod des Gründers Frederick von seinen drei Söhnen geführt wurde. Bei den Besprechungen ihrer Bücher arbeitete sie gewöhnlich mit Norman Warne, dem jüngsten der drei Brüder, der noch unverheiratet war. Beide wurden zunehmend vertraut miteinander, was sich insbesondere an den Geschäftsbriefen registrieren lässt, in denen der Ton immer weniger formell und persönlicher wurde. Die sich allmählich entwickelnde Bekanntschaft litt unter den häufigen Abwesenheiten von Beatrix Potter, die ihre Eltern auf verschiedenen Reisen begleitete, und den regelmäßigen Dienstreisen, die Norman Warne für den Verlag unternehmen musste. 1904 schrieben die beiden sich fast täglich, was auf eine zunehmende Opposition seitens Beatrix Potters Mutter traf. Eine Familie, die ihr Einkommen durch unmittelbare Geschäftstätigkeit (im engl. „being in the trade“) verdiente, entsprach in der gesellschaftlichen Rangordnung nicht der Position, die die Familie Potter einnahm. Helen Potter verhinderte unter anderem, dass Beatrix einer Einladung zum Lunch folgte, bei der sie das Haus betreten hätte, in dem Norman mit seiner Mutter und seiner Schwester lebte.
1905, kurz bevor die inzwischen 39-jährige Beatrix Potter erneut ihre Eltern für einen längeren Sommeraufenthalt begleiten sollte, bat Norman Warne sie schriftlich um ihre Hand. Als sie ihren Eltern mitteilte, dass sie den Antrag annehmen wolle, stieß dies auf deren heftigen Widerspruch. Es kam zu einem weitgehenden Bruch zwischen ihr und ihren Eltern. Sie erlaubten ihr eine Verlobung, sofern diese nicht öffentlich bekanntgemacht würde. Norman Warne starb jedoch bald nach der Verlobung an perniziöser Anämie.

### Lake District

#### Kauf der Hill Top Farm
Nach dem Tod von Norman Warne war Potter dank ihres Einkommens und einer kleinen Erbschaft durch eine Tante in der Lage, im Lake District die Hill Top Farm nahe dem Dorf Sawrey zu kaufen. Die Loslösung von ihren Eltern und ihr Bemühen, ihre Trauer um ihren verstorbenen Verlobten zu verarbeiten und ihr Leben neu zu organisieren, lösten bei Potter eine neue Kreativitätsphase aus. Als sie die Hill-Top-Farm kaufte, war Potter die Autorin von sechs populären Kinderbüchern. In den nächsten acht Jahren nach dem Erwerb der Farm, für die sie 2.805 Britische Pfund bezahlte, schrieb sie 13 weitere Geschichten, von denen einige nach Ansicht ihrer Biografin Linda Lear zu den besten ihrer Werke gehören.
Die Farm wurde von dem Landwirt John Cannon und seiner Familie verwaltet, und Potter beließ ihn zunächst in dieser Position, während sie sich mit dem Leben eines Farmers vertraut machte. Sie nahm Umbauten am Farmhaus vor und erwarb zusätzliches Land. Nachdem sie sich eine Reihe von erfolgreichen Erweiterungen von Farmhäusern angesehen hatte, begann sie die Hill-Top-Farm so zu erweitern, dass in dem Haus sowohl sie als auch die vierköpfige Cannon-Familie leben konnten. Die Cannon-Familie bezog den neuen Flügel, während Potter im alten Teil des Farmhauses leben wollte. Das alte Farmhaus bot eine Reihe von Überraschungen, unter anderem eine in dickem Mauerwerk versteckte Treppe, aber auch eine überraschende Anzahl von Ratten, die im Hause lebten, und die sich zunächst trotz aller Anstrengungen nicht vertreiben ließen. Das Problem mit den Ratten inspirierte Potter zu ihrer Geschichte The Tale Of Samuel Whiskers (Die Geschichte von Bernhard Schnauzbart).

#### Landleben

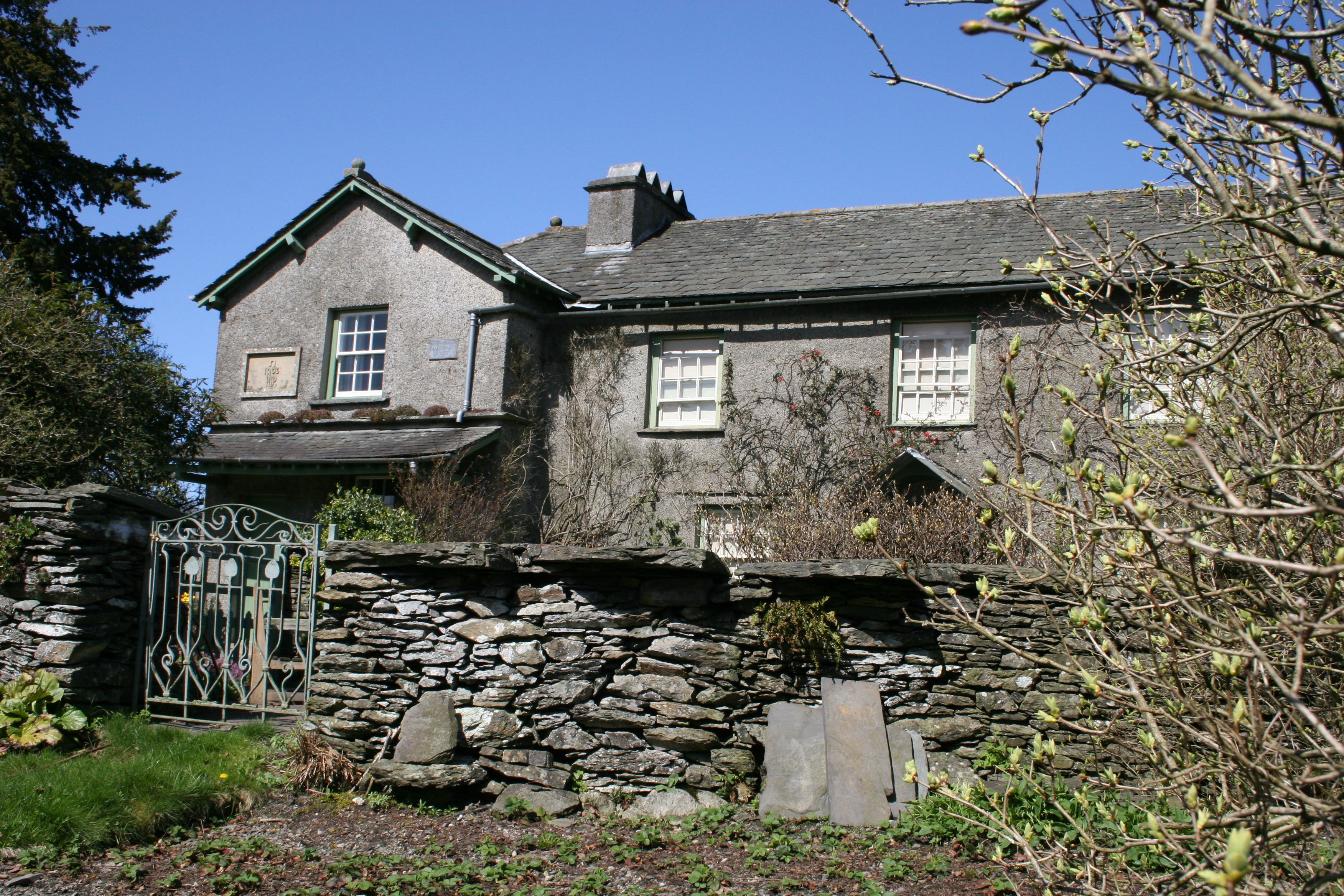
Hill-Top-Farm

Potter lebte immer noch zeitweise in London oder begleitete ihre Eltern auf ihre ausgedehnten Sommeraufenthalte und musste, als ihre Eltern auf Grund ihres Alters zunehmend gesundheitlich eingeschränkt waren, neben ihrem landwirtschaftlichen Betrieb auch deren umfangreichen Haushalt organisieren. Potter kehrte aber für zunehmend längere Zeit auf die Hill-Top-Farm zurück. Allmählich vergrößerte sich auch der Tierbestand der Farm, wo bislang überwiegend Schweine gezüchtet worden waren. Cannon erwarb im Herbst 1906 16 Mutterschafe der traditionellen Landrasse Herdwick und Potter freute sich darauf, dass es im kommenden Frühjahr Lämmer auf ihrer Farm geben würde. Im Sommer 1907 kamen außerdem sechs Milchkühe hinzu und mit dem Collie Kep der erste Hund. Die Umbauten an der Farm waren im Oktober 1907 abgeschlossen. Neben den erweiterten Wohnräumen wies die Farm jetzt auch eine neue Scheune sowie einen Melkstall auf. Die Wohngebäude hatten nun fließendes Wasser und sanitäre Anlagen im Haus. Die neue Umgebung inspirierte Potter zu neuen Geschichten. Es entstand The Tale of Jemima Puddle-Duck (dt. Die Geschichte von Jemima Pratschel-Watschel), die Geschichte einer naiven Ente – ausstaffiert mit Häubchen und Schal –, welche nach einem sicheren Platz sucht, um ihre Eier zu legen. Der Name der Ente ist mit Sicherheit eine Reminiszenz an Jemima Blackburn, eine bekannte viktorianische Illustratorin von ornithologischen Werken. Potter hatte eines ihrer Bücher zu ihrem zehnten Geburtstag geschenkt bekommen und 1891 die Illustratorin auch persönlich kennengelernt. Der Collie Kep spielt in der Geschichte eine Rolle und rettet Jemima vor dem Fuchs, die Bilder zeigen aber auch die neue Scheune, die Eingangstür des neuen Farmhauses, das neu angelegte Rhabarberbeet und das schmiedeeiserne Tor, welches Potter am Eingang zum Küchengarten hatte anbringen lassen. Die Geschichte war ein sofortiger Erfolg, und als sehr erfolgreich erwies sich auch eine „Jemima“-Puppe.

#### Weitere Landkäufe und die Heirat mit William Heelis

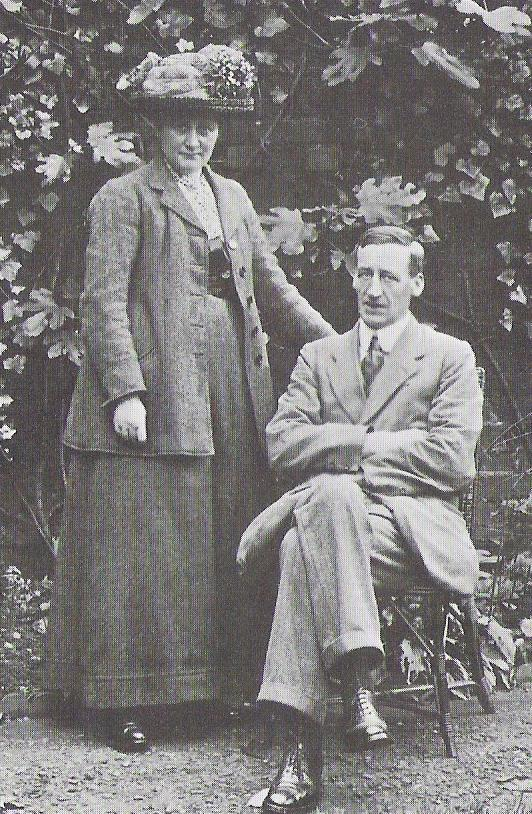
Beatrix Potter und William Heelis an ihrem Hochzeitstag am 14. Oktober 1913. Potter trägt bewusst ein Tweed-Kostüm, gewebt aus der Wolle von Herdwick-Schafen.

Als das Jahr 1909 anbrach, hatte Potter insgesamt 14 Bücher veröffentlicht, die bereits als Kinderbuchklassiker galten, und erzielte daraus ein stattliches Einkommen. Hinzu kamen Einnahmen aus dem Verkauf von Merchandising-Artikeln. Es gab unter anderem Tapeten und Teeservices, dekoriert mit Figuren aus Potters Geschichten, sowie Porzellanfiguren, ein Peter-Rabbit-Malbuch und eine Jemima-Puddle-Puppe. Potter nutzte dieses Einkommen nicht nur, um ihren Tierbestand zu erweitern, sondern auch, um zusätzliches Land zu erwerben. Sie kaufte bevorzugt Land, das an ihr Land angrenzte, aber auch Farmen, die zu einem besonders günstigen Preis auf den Markt kamen.
Bei ihrem ersten Landkauf im Jahre 1905 war Potter von den Anwälten ihres Vaters vertreten worden. Wie sie später herausfand, hatten diese aber nicht wirklich in ihrem Interesse agiert und für die Farm einen überhöhten Preis bezahlt. Sie suchte sich ein anderes Anwaltsbüro, eine lokale Firma mit Büros in den nahegelegenen Ortschaften Hawkshead und Ambleside. Das Büro in Hawkshead wurde von zwei Partnern geleitet, William Dickenden Heelis und seinem 38-jährigen Cousin William Heelis. Letzterer war zunehmend derjenige, der sie bei Käufen beriet und sie auch auf Farmen aufmerksam machte, die günstig auf den Markt kamen. Im Mai 1909 erwarb sie unter anderem die bereits verpachtete Castle-Farm, die unmittelbar an ihr Land angrenzte. Sie wurde allmählich zu einem der größeren Landbesitzer der Gegend, da ihr neben der Hill-Top-Farm auch schon Buckle-Yeat-Croft gehörte. 1913 konnte Potter auch noch Teile des Sawrey-House-Estate erwerben. Bereits 1912 wurde Potter als Vertreterin der Grundbesitzer in die Landowner's Community Association gewählt. Die Landowner's Community Association war unter anderem für den Erhalt der Straßen zuständig und klärte auch Streitigkeiten über Besitzgrenzen.
1912 bat William Heelis Beatrix, ihn zu heiraten, und sie willigte ein. Wieder missfiel die Verbindung Beatrix’ Eltern und sie erhoben denselben Einwand wie zuvor gegen Norman Warne: Er sei ihrer nicht ebenbürtig. Auch Potter beschäftigte lange die Frage, in welchem Maße sie als Tochter verpflichtet sei, ihren mittlerweile gebrechlichen Eltern in deren Alter zur Seite zu stehen. Ihre Cousine Caroline Hutton Clark, selbst glücklich verheiratet, und das überraschende Eingeständnis ihres Bruders, er sei schon seit elf Jahren heimlich mit der Tochter eines Landwirts verheiratet, gaben schließlich auch für Potter den Anstoß, die Ehe zu schließen. William Heelis und Beatrix Potter heirateten am 14. Oktober 1913 in der Abtei von St. Mary in Kensington; Beatrix war 47. Die Wahl der Kirche entsprach dem Wunsch von Potters Eltern: St. Mary Abbots war eine der Kirchen, in der sozial ambitionierte Ehepaare heirateten. Potters Hochzeitskostüm war jedoch ein Beleg für das Landleben, für das Potter sich entschieden hatte: Es war aus Tweed, welcher aus der Wolle von Herdwick-Schafen gewebt war. Sie lebten fortan in Castle Cottage in Sawrey, weil das alte Bauernhaus der Hill-Top-Farm zu klein für ein Ehepaar war und ein Leben in zu großer Nähe zu der Cannon-Familie bedeutete. William Heelis ging seiner Tätigkeit als Anwalt weiter nach, Potter führte von Castle Cottage aus ihre Hill-Top-Farm weiter. Landwirtschaft war jetzt ihr Hauptinteresse, sie schrieb aber weiterhin Kinderbücher, wenn auch die Zahl der Bücher, die sie jährlich veröffentlichte, zurückging.
Am 8. Mai 1914 verstarb Potters Vater. Er hinterließ ihr und ihrem Bruder jeweils 35.000 Britische Pfund, ein erhebliches Vermögen. Helen Potter mietete zunächst ein kleines Landhaus unweit des Sawrey Estates und erwarb ein Jahr später einen kleinen Landsitz in der Nähe von Potters neuer Heimat.

#### Zunehmendes politisches Engagement
Potter, die keine Anhängerin des Frauenwahlrechts war, engagierte sich ab 1909 trotzdem immer wieder politisch. Freihandelsabkommen und unfaire Copyright-Gesetzgebung waren das erste Gebiet, auf dem Potter aktiv wurde. Weil ihr Verleger ihre Rechte in den USA nicht geschützt hatte, erschienen dort Raubkopien von Peter Rabbit und kamen auch auf den deutschen Markt. Merchandising-Produkte wie die Jemima-Puppe, die sie eigentlich in Großbritannien produzieren lassen wollte, waren bei einheimischer Herstellung im Vergleich zu Spielzeug aus Deutschland zu teuer. Ihr Einsatz für stärkere Schutzzölle und bessere Copyright-Rechte blieb letztlich erfolglos. Als die britische Regierung eine Zählung der Pferde veranlasste, wurde Potter erneut aktiv. Eine Zählung der Pferde war ein notwendiger erster Schritt, wenn Pferde für militärische Zwecke eingezogen werden sollten. Mit der Begründung, dass sie ja auch Besitzerin eines Pferdes sei, setzte sie ein Flugblatt auf, das die Knappheit von Pferden in ländlichen Gegenden herausstellte und argumentierte, dass ein Landwirt, dessen Pferde eingezogen wurden, für die Tiere zwar eine Entschädigung erhalte, nicht aber für die nicht mehr einbringbare Ernte. Mit der Begründung, das Flugblatt sei unglaubwürdig, wenn es eine Frau unterschreibe, unterzeichnete sie mit Yours truly, North Country Farmer, ließ tausend Flugblätter drucken und schickte sie an ländliche Zeitungen, Veranstalter von landwirtschaftlichen Shows und Verkäufer von Landmaschinen.

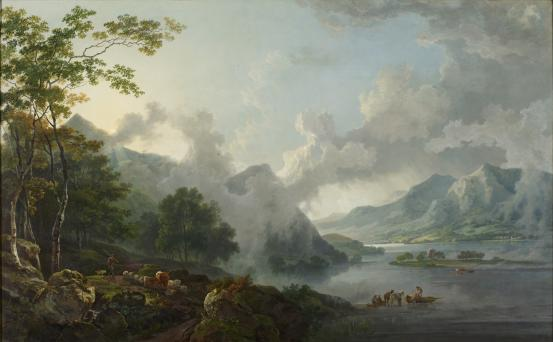
George Barrett: Blick auf Windermere, 1781

Im Winter 1911 begann sie eine Kampagne zum Schutz des Lake Districts, für den sie sich bis an ihr Lebensende engagierte. In dem Jahr begannen auf Windermere, dem größten natürlichen See des Lake Districts, Wasserflugzeuge zu starten und zu landen. Gleichzeitig war geplant, eine Flugzeugfabrik am Ufer von Cockshott Point zu errichten. Aus Potters Sicht beeinträchtigten diese Flugzeuge das Leben im Lake District mehrfach. Die Wasserflugzeuge waren eine Gefahr für den Bootsverkehr und für den Fischfang, und mit ihrem infernalischen Lärm schränkten sie ein, was das Leben im Lake Distrikt auszeichnete: Abgeschiedenheit und Ruhe. Erneut startete sie eine Briefkampagne. Im Januar 1912 erschien einer ihrer Briefe im Magazine Country Life, in dem sie heftig gegen die Einrichtung der Fabrik und eine offenbar geplante kommerzielle Flugroute nach Windermere protestierte. Wenig später erschien auch einer ihrer Briefe in der Londoner Times. Sie war in ihrem Protest nicht alleine – Vikar Hardwicke Drummond Rawnsley, den sie von ihrem ersten Sommeraufenthalt im Lake District im Jahre 1882 kannte, organisierte ebenfalls einen Protest gegen diese Pläne. Es war die erste Kampagne, an der Potter beteiligt war und die auch ihr Ziel erreichte. Im August 1912 führten sowohl das Innenministerium als auch die britische Handelskammer eine Untersuchung zu der Angelegenheit durch. Weder aus der geplanten Flugstrecke noch der Flugzeugfabrik wurde etwas.
Neben ihrer Rolle als Vertreterin der Grundbesitzer in der „Landowner's Community Association“ wurde Potter auch Mitglied der „Footpath Association“, ein weiterer Schritt zu einer zunehmend aktiveren Rolle Potters in der Kommunalpolitik des Lake Districts. Potter war sich bewusst, dass Touristen immer wieder Schäden an den langen Steinwällen verursachten, die für die Region typisch waren, und Tore offen ließen, so dass Vieh aus seinen Weiden entlief. Sie setzte sich aber trotzdem für ausreichend Wanderwege durch die Heiden dieser Region ein, denn sie war davon überzeugt, dass der Tourismus notwendig war, wollte man die Eigenschaften des Lake Districts erhalten.
Zunehmend wurde Potter auch bewusst, wie schlecht die Gesundheitsfürsorge in dieser ländlichen Region war. Sie hatte miterlebt, vor welche Herausforderungen die Spanische Grippe, die Ende des Ersten Weltkrieges ausbrach, eine solch relativ abgeschiedene Region stellte. Ihr war auch bewusst, wie häufig Frauen unnötig im Kindbett verstarben oder ältere Landwirte auf den Höfen in den abgelegenen Hügeln Krankheit und Tod ohne Hilfe durchleiden mussten. Nur die wenigsten der Farmpächter, Schafhirten und Landarbeiter konnten es sich leisten, einen Arzt zu rufen. Ihr Ziel war es daher, eine Gemeindeschwester für die Region zu organisieren. Potter gehörte zu dem Komitee, das die notwendigen Mittel organisierte. Sie stellte der Krankenschwester mietfrei ein kleines Haus zur Verfügung, das ihr am Rand von Hawkshead gehörte.

#### Erster Weltkrieg

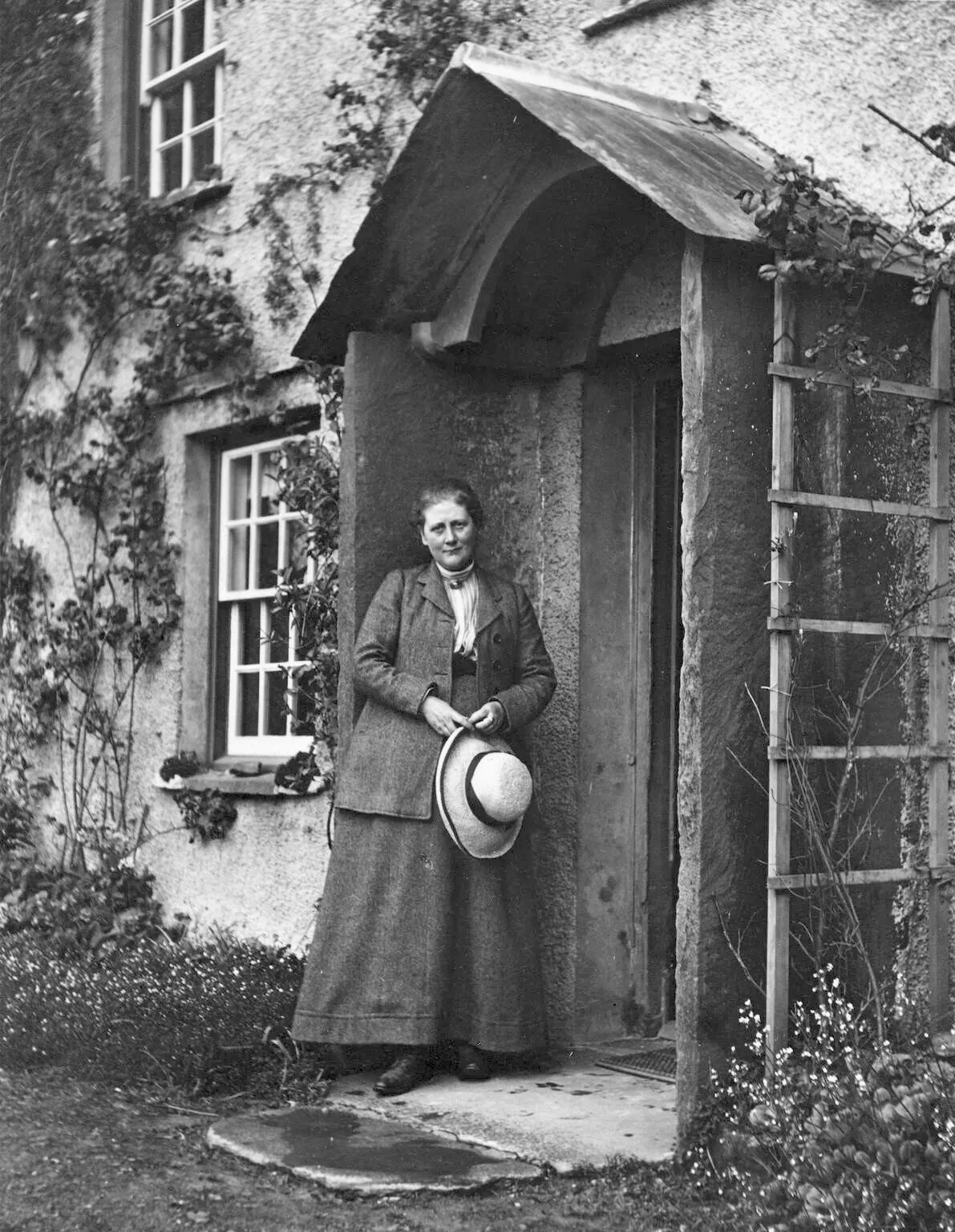
Beatrix Potter, 1913 vor dem Hauseingang ihrer Farm

Die Familie Cannon war bislang Verwalter der Hill-Top-Farm gewesen und stellte die Mehrzahl der Arbeitskräfte, die auf der Farm benötigt wurden. Der Beginn des Ersten Weltkrieges führte jedoch dazu, dass diese nicht mehr genügten, um die Farm zu bewirtschaften. John Cannon war gesundheitlich eingeschränkt, einer seiner Söhne bereits zum Militärdienst eingezogen, es war absehbar, dass ihm sehr bald der zweite Sohn der Cannon-Familie folgen würde. Beatrix Potter hatte über die Jahre einen immer größeren Teil der Arbeitslast übernommen, aber auch dies reichte nicht mehr aus.
In einem Brief Potters, der in der Times veröffentlicht wurde, beklagte sie, dass junge, fähige Frauen in den Munitionsfabriken deutlich mehr Geld verdienten, als wenn sie in der Landwirtschaft arbeiteten. Potter erklärte sich bereit, eine fähige Frau für die Mitarbeit auf ihrer Farm einzustellen. Potters Brief in der Times fiel Eleanor Choyce auf, einer ehemaligen Gouvernante mit Erfahrung in der Landwirtschaft. Es kam zu einem Briefwechsel mit Potter, in dem diese unter anderem versicherte, sie sei in der Lage, ein anständiges Gehalt zu zahlen, dass ihre Landwirtschaft aus 9 Acre Ackerland und 111 Acre Weideland bestünde und dass ihr Viehbestand 2 Pferde, 9 bis 10 Kühe, Kälber und 60 Schafe umfasse. Eleanor Choice begann im Frühjahr 1916 für mehrere Monate auf Hill-Top-Farm zu arbeiten – und kehrte in den folgenden Jahren zurück, um zu helfen. Wesentlicher aber für Potter war, dass zwischen ihnen eine Freundschaft begann, die bis zum Lebensende Potters währte.

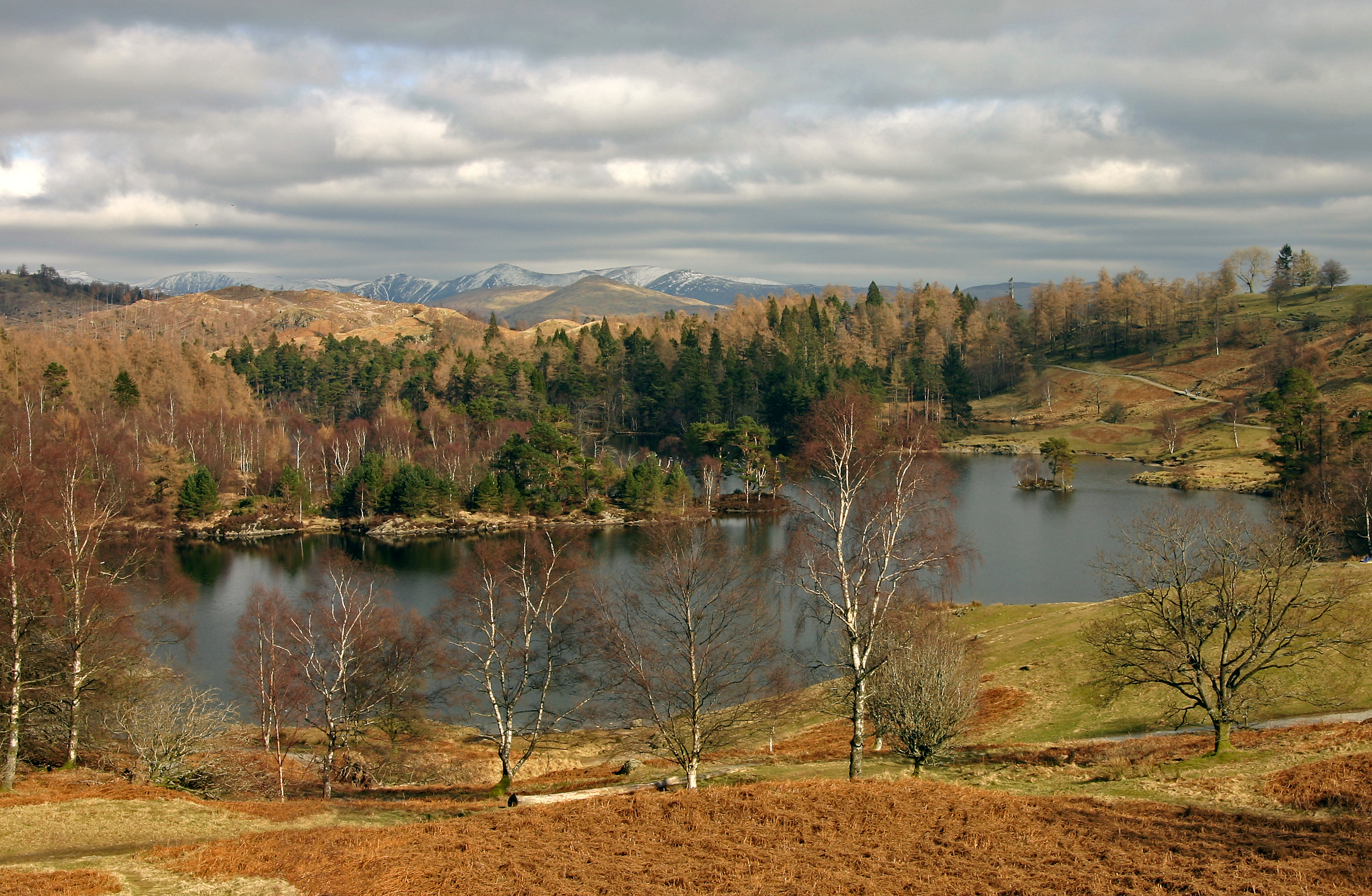
Tarn Hows

#### Nach dem Ersten Weltkrieg: Etablierte Schafzüchterin
In den Jahren nach dem Ersten Weltkrieg fiel Potter zunehmend auf, dass viele Farmer der Region in finanzielle Schwierigkeiten gerieten und nicht nur ihr Land abholzten, sondern auch ihre Herdwick-Herden verkauften, so dass das Risiko bestand, dass diese für den Lake District typische Schafrasse verschwinden würde. Sie war mit einigen Personen in der Verwaltung des National Trust gut bekannt und sich daher sowohl der Qualitäten dieser Schafrasse als auch ihrer Bedeutung für die Region sehr wohl bewusst. Bereits ab 1919 schickte Potter regelmäßig einige ihrer Herdwicks zu Viehausstellungen, blieb allerdings immer ohne Preisauszeichnung. Nach Meinung ihres Gutsverwalters lag das daran, dass die Hill-Top-Farm für Herdwicks nicht die richtigen Bedingungen bot – die Farm hatte zu reichhaltige Böden für diese Rasse, die besser auf mageren Weiden gedieh. 1923 kaufte Potter gezielt die hoch in den Hügeln des Lake Districts gelegene Troutbeck-Park-Farm mit der ausdrücklichen Absicht, diesen heruntergekommenen landwirtschaftlichen Hof wieder aufzubauen und dort eine Herdwick-Herde von insgesamt 1.100 Tieren zu etablieren. Bereits zum Zeitpunkt des Kaufes legte Potter fest, dass diese Farm nach ihrem Tode an den National Trust übergehen solle. 1927 grasten bereits 1.000 Schafe auf der Troutbeck-Park-Farm.
1924 wurde Potter eines der wenigen weiblichen Mitglieder der Herdwick Sheep Breeders’ Association. Potter, die bevorzugt Tweedkostüme aus der Wolle ihrer Schafe trug und trotz ihres Wohlstands meist in Holzschuhen umherlief, stand unter ihren Mitzüchtern anfangs in dem Ruf, lediglich eine exzentrische Hobbyzüchterin mit einem sentimentalen Hang zu dieser Rasse zu sein. Nach Ansicht der Potter-Biografin Linda Lear unterschätzten ihre Kollegen jedoch, wie genau Potter, die für ihre detailliert gezeichneten Tiergeschichten bekannt war, beobachten konnte und welch hervorragende Anatomie-Kenntnisse sie besaß. Sie war sehr wohl in der Lage, Körperbau und Wolle eines Schafs zu beurteilen. 1927 erwarb Potter auf der Viehauktion den Herdwick-Schafbock Cowie, der auf der Viehausstellung in Eskdale vier Jahre hintereinander Preise gewonnen hatte. Im selben Jahr gewannen erstmals Lämmer aus ihren Herden Preise auf Viehausstellungen. Gemeinsam mit ihrem Gutsverwalter Tom Storey begann sie ein gezieltes Zucht- und Ausstellungsprogramm. 1929 gewannen ihre Mutterschafe erste Preise auf allen großen Viehausstellungen in Keswick, Cockermouth, Ennerdale, Loweswater und Eskdale. Diesen Erfolg wiederholte sie im nächsten Jahr und gewann zusätzlich noch den Preis für das beste Mutterschaf im Lake District. Ihre Expertise fand allmählich Anerkennung: 1935 wurde sie zur Vorsitzenden der Keswick Agricultural Show gewählt, und von da an war sie regelmäßig Preisrichterin auf den Ausstellungen.

### Tod
Im März 1943 wählten die Mitglieder des Zuchtverbands Potter zur Präsidentin. Potter verstarb jedoch an den Folgen einer Bronchitis, bevor sie dieses Amt antreten konnte. Sie hinterließ dem National Trust die 16 Quadratkilometer Land, die sie über die Jahre in dieser Region erworben hatte, und legte ausdrücklich fest, dass darauf Herdwicks zu halten seien. Die Rechte ihrer Bücher erhielt der Neffe ihres einstigen Verlobten, Frederick Warne Stephens. Die Hilltop Farm wurde restauriert und für das Publikum geöffnet.
William Heelis verstarb im August 1945.

## Einflüsse

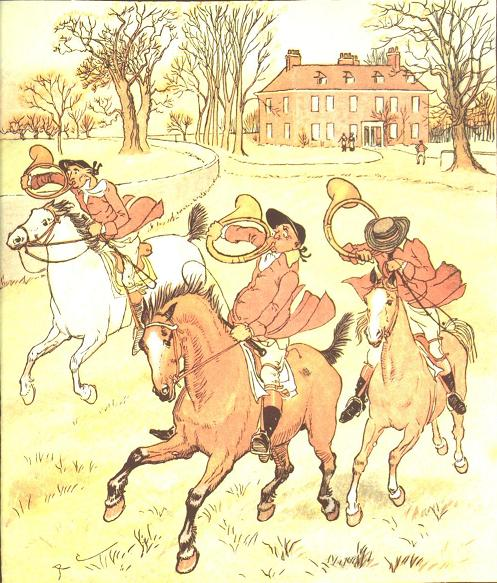
Randolph Caldecott, Blatt aus The Three Jovial Huntsmen. Rupert Potter erwarb während der Kindheit von Beatrix Potter drei Aquarelle aus diesem Zyklus

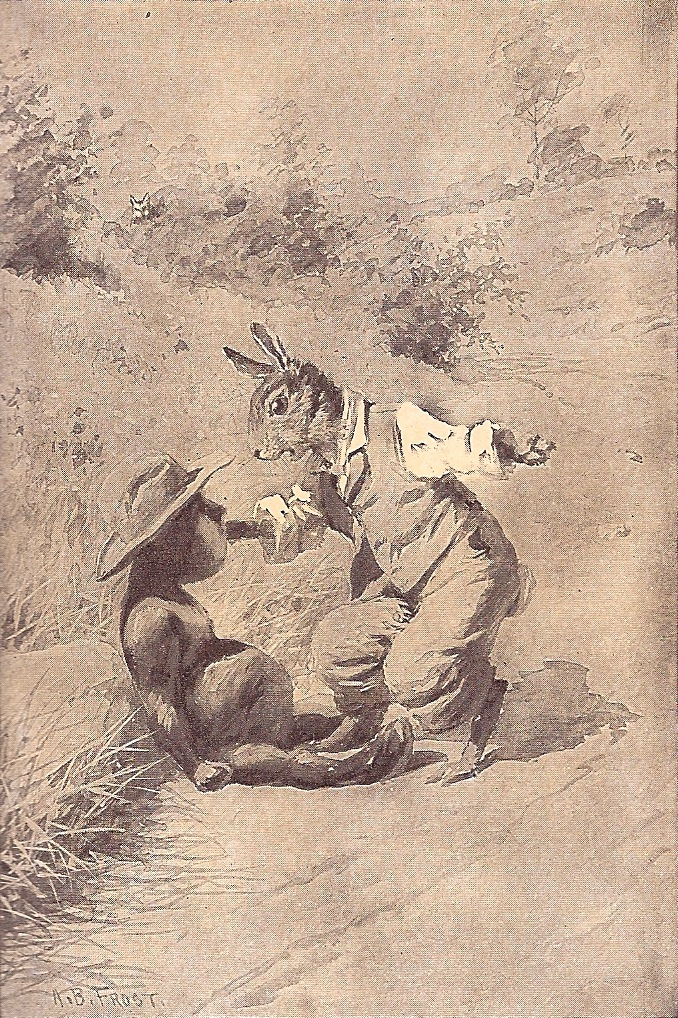
Illustration zu einer der Uncle Remus Stories von Joel Chandler Harris.

### Bücher- und geschichtenreiche Kindheit
Beatrix Potter wuchs nach heutigen Maßstäben sehr isoliert von anderen Kindern auf. Aufgrund des Wohlstands der Familie war ihre Kindheit jedoch auch eine sehr privilegierte, die ihr literarisch und künstlerisch die Möglichkeit gab, sich zu entwickeln. Ihr calvinistisches Kindermädchen Ann Mackenzie machte Beatrix Potter von Beginn an mit schottischen Märchen und Fabeln vertraut. Wie Potter selber später zugab, habe ihr Kindermädchen ihr „einen festen Glauben an Hexen, Feen und das Credo des furchtbaren Johannes Calvin vermacht (sein Credo hat sich abgenutzt, aber die Feen sind geblieben)“. Mackenzie las Potter neben Geschichten aus dem Alten Testament auch John Bunyans Pilgerreise zur seligen Ewigkeit, Harriet Beecher Stowes Onkel Toms Hütte, die Fabeln des Äsop, die Märchen der Brüder Grimm und Hans Christian Andersen sowie Walter Scotts Waverley vor. Zu ihren Kinderbüchern zählte aber auch Charles Kingsleys fantastische Geschichte von den Wasserkindern.
Die Potters erwarben auch die Kinderbücher, die zu dieser Zeit modern wurden. Beatrix Potter war von klein auf mit den Arbeiten von Walter Crane, Kate Greenaway und Randolph Caldecott vertraut. Alle drei Illustratoren zogen es vor, ihre Figuren in Kleidung des frühen 19. Jahrhunderts zu zeichnen. Diese Konvention hat Beatrix Potter in ihren späteren Arbeiten ebenfalls aufgegriffen. Ihr Vater schätzte Caldecott in besonderem Maße und erwarb drei Zeichnungen aus dem Zyklus The Three Jovial Huntsmen (Die drei drolligen Jäger) aus dem Jahre 1880 von ihm. Das Erwerbsdatum ist nicht bekannt, aber Beatrix zeichnete wiederholt Kopien dieser Arbeiten und übernahm dabei unbewusst auch Teile seiner Arbeitsweise: Die helle Farbpalette, die sparsam eingesetzten Linien und die Nutzung weiß bleibenden Papiers.

### Weitere Autoren mit Einfluss auf Beatrix Potters Werk
1880 erschienen erstmals die Uncle Remus Stories des US-amerikanischen Autors Joel Chandler Harris. Die Geschichten wurden in der Potterfamilie verbreitet gelesen und zwischen 1893 und 1896 zeichnete Beatrix Potter acht Illustrationen zu Geschichten von Harris.
Harris Erzählungen, in denen sprechende Tiere eine große Rolle spielten, hatten sowohl in Großbritannien wie in Nordamerika einen großen Einfluss auf zeitgenössische Autoren. Der Humor war subversiv, die Dialoge virtuos, die Geschichten spannend und der Protagonist der Geschichten, „Brer Rabbit“ war gleichzeitig ausgesprochen gerissen, listig und charmant. Der Charme der Geschichten lag aber auch darin, dass diese scheinbar naiven Fabeln in ganz alltäglichen Situationen angesiedelt waren. Wie Potter wurden auch Autoren wie Rudyard Kipling (Das Dschungelbuch), Kenneth Grahame (Der Wind in den Weiden) und A. A. Milne (Pu der Bär) von diesen Geschichten wesentlich beeinflusst.
Ende des 19. Jahrhunderts begannen eine Reihe britischer Verlage, Bilderbücher für Kinder zu verlegen und hatten damit kommerziellen Erfolg. Große Erfolge hatten unter anderem die Golliwog-Bücher, die erstmals 1895 herauskamen. Noch erfolgreicher war The Story of Little Black Sambo, ein kleinformatiges Bilderbuch von Helen Bannermann, einer in Indien lebenden Schottin, das im Jahr 1899 erschien. Little Black Sambo – welches wegen des Verkaufserfolges in vier Monaten vier Mal neu aufgelegt werden musste – inspirierte Beatrix Potter auch zu dem Format, welches ihre Bilderbücher haben sollten. Der Erfolg, den diese Bücher hatten, überzeugte schließlich auch andere Verlage, in dieses Marktsegment einzusteigen.

## Film
Im Jahr 2006 verfilmte der australische Regisseur Chris Noonan das Leben der Schriftstellerin unter dem Titel Miss Potter. Beatrix Potter wird gespielt von Renée Zellweger, die für ihre Rolle für den Golden Globe Award nominiert wurde, sowie von Lucy Boynton, die sie als Kind darstellte. Ihren Verlobten Norman Warne spielt Ewan McGregor.

## Ehrung
Im Jahre 2016 jährte sich der Geburtstag von Beatrix Potter das 150. Mal. Die Royal Mint, die Münzprägeanstalt des Vereinigten Königreichs, nahm dies zum Anlass, 50-Pence-Münzen mit einer Abbildung von Peter Hase prägen zu lassen. Es ist die erste britische Münze, die eine fiktive Gestalt aus einem Kinderbuch zeigt.
Nach ihr wurde 1994 ein Venuskrater benannt.

## Veröffentlichungen (Auswahl)

### Werke (deutsche Titel)
- Die Geschichte von Peter Hase
- Die Geschichte von Herrn Schnappeschlau
- Die Geschichte von Ribby und Herzogine
- Die Geschichte von den beiden frechen Mäusen
- Die Geschichte von Frau Tiggy-Wiggel
- Die Geschichte vom armen Schneider
- Die Geschichte von Schweinchen Softie
- Die Geschichte von Mieze Mozzi
- Die Geschichte von Jeremias Quaddel
- Die Geschichte von Timmy Triptrap
- Die Geschichte von den Flopsi-Häschen
- Die Geschichte vom bösen, wilden Hasen
- Die Geschichte von Jemima Pratschel-Watschel
- Die Geschichte von Curry und Kappes
- Die Geschichte vom kleinen Schweinchen Robinson
- Die Geschichte von Thomasina Tittelmaus
- Die Geschichte von Schweinchen Schwapp
- Die Geschichte von Stoffel Kätzchen
- Die Geschichte von Eichhörnchen Nusper
- Die Geschichte von Feuchtel Fischer
- Die Geschichte von Bernhard Schnauzbart
- Die Geschichte von Benjamin Kaninchen
- Die Geschichte von Hans Hausmaus
- Die Geschichte von Fritz Zehenspitz
- Die Geschichte von Frau Tupfelmaus
- Die Geschichte von Hasenfamilie Plumps
- Die Geschichte von Frau Igelischen
- Die Geschichte von Emma Ententropf

### Werke (englische Titel)
- The Tale of Peter Rabbit (1900, Frederick Warne & Co.)
- The Tale of Squirrel Nutkin (1903, Frederick Warne & Co.)
- The Tailor of Gloucester (1903, Frederick Warne & Co.)
- The Tale of Benjamin Bunny (1904, Frederick Warne & Co.)
- The Tale of Two Bad Mice (1904, Frederick Warne & Co.)
- The Tale of Mrs. Tiggy-Winkle (1905)
- The Pie and The Patty-Pan (1905)
- The Tale of Mr. Jeremy Fisher (1906)
- The Story of a Fierce Bad Rabbit (1906)
- The Story of Miss Moppet (1906)
- The Tale of Tom Kitten (1907)
- The Tale of Jemima Puddle-Duck (1908)
- The Tale of Samuel Whiskers or, The Roly-Poly Pudding (1908)
- The Tale of The Flopsy Bunnies (1909)
- The Tale of Ginger and Pickles (1909)
- The Tale of Mrs. Tittlemouse (1910)
- Peter Rabbit’s Painting Book (1911)
- The Tale of Tommy Tiptoes (1911)
- The Tale of Mr. Tod (1912)
- The Tale of Pigling Bland (1913)
- Tom Kitten’s Painting Book (1917)
- Appley Dapply’s Nursery Rhymes (1917)
- The Tale of Johnny Town-Mouse (1918)
- Cecily Parsley’s Nursery Rhymes (1922)
- Jemima Puddle-Duck’s Painting Book (1925)
- Peter Rabbit’s Almanac for 1929 (1928)
- The Fairy Caravan (1929)
- The Tale of Little Pig Robinson (1930)
- Sister Anne (1932)
- Wag-by-Wall (1944)
- The Tale of The Faithful Dove (1955)
- The Sly Old Cat (1971)
- The Tale of Tuppenny (1973)

## Film
- Aufbegehren mit Peter Hase. Regie: Hélène Bigot. Arte, Frankreich, 2019